# Monument aux morts de l'école militaire préparatoire de Saint-Hippolyte-du-Fort
Le monument aux morts de l'école militaire préparatoire de Saint-Hippolyte-du-Fort (Gard, France) commémore les soldats de cette ancienne école morts lors de la Première Guerre mondiale.

## Caractéristiques
Le monument est érigé dans le centre-ville de Saint-Hippolyte-du-Fort, place du Huit-Mai, non loin de l'hôtel de ville. Il est constitué d'un socle supportant un groupe statuaire en pierre : une Victoire ailée et casquée, tenant dans sa main droite une épée, la pointe vers le sol, et guidant devant elle, un enfant en uniforme, au garde à vous.
La statue est située contre un mur, sur une petite plate-forme entourée d'une grille en fer forgé, ombragée par deux arbres. La statue mesure 2,5 m de hauteur ; l'ensemble, 4 m de hauteur pour 7 m de largeur et 4,5 m de profondeur.
Les faces latérales du piédestal portent les noms de 302 militaires, la plupart morts lors de la Première Guerre mondiale ; toutefois, les noms de certains militaires morts avant 1914 sont également mentionnés.
Un autre monument aux morts de la Première Guerre mondiale, communal, est érigé rue du Pont.

## Histoire
Le monument est l'œuvre du sculpteur Robert Delandre. Il est inauguré le 29 mai 1927,. À l'époque, il est érigé au centre d'un quartier de casernes et rend hommage aux morts d'une école militaire construite à la fin du XIXe siècle et désaffectée depuis.
Le monument aux morts est inscrit au titre des monuments historiques le 18 octobre 2018. Il fait partie d'un ensemble de 42 monuments aux morts de la région Occitanie protégés à cette date pour leur valeur architecturale, artistique ou historique.